# 榮民南路
榮民南路，為臺灣桃園市中壢區的道路。起點在新中北路二段，向北銜接榮民路；終點在中山東路三段和中山東路四段。

## 沿經行政區域
- 桃園市
  - 中壢區

## 車道配置
(由北至南)
- 新中北路二段－普忠路：雙向各一車道
- 普忠路－仁慈路：雙向各二車道
- 仁慈路－華勛街、龍東路：雙向各二車道並設置中央綠化分隔島
- 華勛街、龍東路－中山東路三段、中山東路四段：雙向各一車道

## 主要結點
(由北至南)
- 新中北路二段
- 普忠路
- 晉元路
- 仁慈路
- 龍東路
- 中山東路三段和中山東路四段

## 沿線設施
(由北至南)
- 桃園市中壢區華勛國民小學(205號)[1]
- 金車股份有限公司中壢廠(412號)[2]
- 士校大池
- 桃園市政府消防局第二大隊華勛分隊(800號)[3]
- 中央健康保險署北區業務組(中山東路三段525號)[4]